# Ganula gadirana
Ganula gadirana is een slakkensoort uit de familie van de Hygromiidae. De wetenschappelijke naam van de soort is voor het eerst geldig gepubliceerd in 1999 door Muñoz, Almodovar & Arrebola.